# Kalcifobní rostliny
Kalcifobní rostliny (též vápnobojné rostliny) jsou rostliny, kterým vyhovují půdy chudé na uhličitany. Vyhraněné acidofyty (kyselomilné rostliny) bývají zároveň také kalcifobní rostliny. Tato vlastnost však není vždy stabilní v celém areálu druhu a některé populace se v odlišných edafických podmínkách jeví jako vápnobytné. Příkladem může být třeba zimostrázek alpský (Polygala chamaebuxus), který spíše vyhledává vápnité půdy, ale místy může preferovat i kyselé. Vřesovec pleťový (Erica carnea) je v ČR spíše acidofilní druh, zatímco v Alpách se chová spíše jako bazifilní druh. Příkladem kalcifobních rostlin je např. metlička křivolaká (Avenella flexuosa), kociánek dvoudomý (Antennaria dioica), brusnice borůvka (Vaccinium myrtillus) či kostřava ovčí (Festuca ovina).

## Společenstva
Na kyselých půdách se vytvářejí celá rostllinná společenstva v nichž dominují výrazné acidofyty (tedy zároveň i kalcifobní druhy) nebo rostliny snášející ale nevyžadující kyselé půdy (mohou růst i na neutrálních či dokonce vápnitých půdách). Jsou to například acidofilní doubravy (např. asociace Luzulo-Quercetum, Vaccinio-Quercetum), acidofilní teplomilné doubravy (např. as. Sorbo torminalis-Quercetum), acidofilní bory (sv. Dicrano-Pinion), acidofilní bučiny (svaz Luzulo-Fagion), acidofilní smrčiny (sv. Piceion excelsae) aj. V případě bezlesí to jsou např. smilkové trávníky (sv. Violion caninae), acidofilní suché trávníky (sv. Koelerio-Phleion phleoidis), acidofilní vegetace efemér a sukulentů (sv. Arabidopsion thalianae) atd.

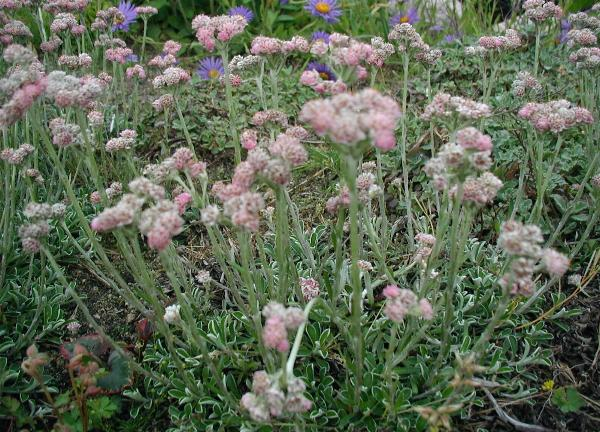
kociánek dvoudomý (Antennaria dioica)
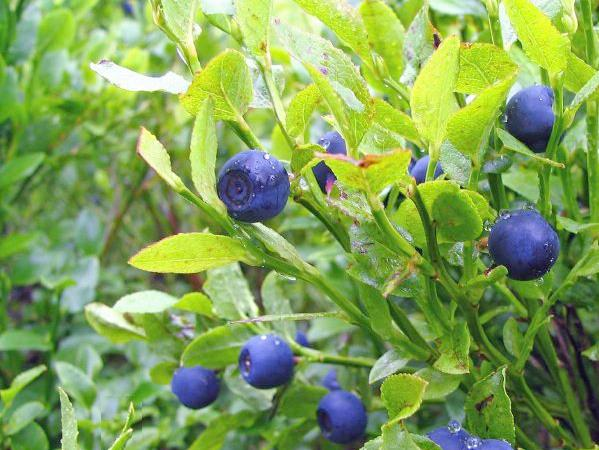
brusnice borůvka (Vaccinium myrtillus)
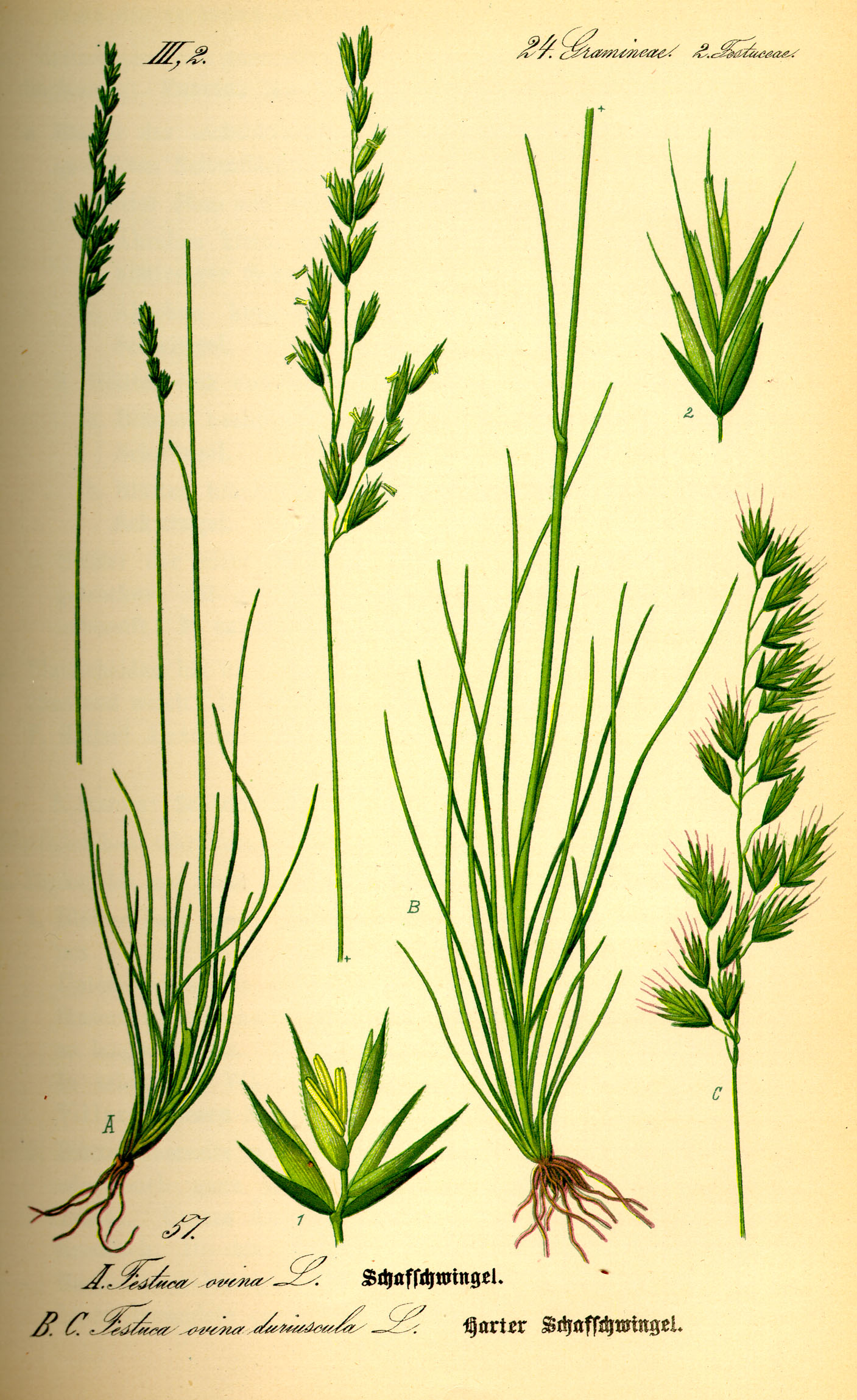
kostřava ovčí (Festuca ovina)